# Es Senia
Pour les articles homonymes, voir Sénia.
Es-Senia (arabe : السانية ) anciennement La Sénia pendant la colonisation française, est une commune de la wilaya d'Oran en Algérie, située dans la banlieue Sud d'Oran.

## Géographie

### Situation
| Misserghin                 | Oran                       | Sidi Chami |
| Misserghin                 | Es-Senia                   | Sidi Chami |
| Misserghin (Grande Sebkha) | Misserghin (Grande Sebkha) | El Kerma   |

### Urbanisme
Séparée d'Oran par des kilomètres de terrains vagues dans les années 1971, Es-Senia est aujourd'hui reliée à la ville par une urbanisation continue et fait intégralement partie de l'agglomération d'Oran.
Es-Senia est composée du centre de la ville appelé le village situé précisément au Centre-nord de la commune, de plusieurs quartiers appelés ou surnommés Douar, les Castors et Clair Soleil à l'Est, la Stéla surnommée Ztila par les habitants locaux, Kara 1 et 2 et Ouled Adda au Sud, et la cité Yahia Cherif encore appelée 200 Logements à 2 km à l'Ouest de la commune.

### Transport
L'aéroport d'Oran est situé sur la commune d'Es-Sénia.

## Toponymie
Le nom serait issu de l'arabe algérien « sania » (campagne, jardin),.
Le mot « sénia » lui-même viendrait du dispositif, ou « Noria », destiné à tirer l'eau des puits en Espagne et en Italie.

## Économie
La ville abrite le centre commercial Es-Senia ouvert en 2019, il est le plus grand centre commercial de la Wilaya d'Oran.

## Administration

### Enseignement
Le campus de l'université d'Oran est situé sur le territoire de la commune d'Es-Senia.